# Mayorga (Valladolid)
Mayorga è un comune spagnolo di 1 771 abitanti situato nella comunità autonoma di Castiglia e León.